# 2MS
2MS fue un modelo de satélite artificial soviético desarrollado a principios de los años 1960 por la oficina de Koroliov. Sólo se fabricaron dos satélites de este modelo, el Cosmos 3 y el Cosmos 5.